# بندامادجی-لادومبا
بندامادجی-لادومبا (به لاتین: Bandamadji-Ladomba) یک منطقهٔ مسکونی در اتحاد قمر است که در گرند کومور واقع شده‌است. بندامادجی-لادومبا ۱٬۳۱۳ نفر جمعیت دارد.